# Copitarsia inducta
Copitarsia inducta là một loài bướm đêm trong họ Noctuidae.